# Episodi di Superman (serie animata 1996) (seconda stagione)
La seconda stagione di Superman è andata in onda negli Stati Uniti dal 1997 al 1998 su Kids' WB ed è composta da 28 episodi. In Italia è stata trasmessa su Rete 4.
Gli episodi 16, 17 e 18 (che compongono la storia I migliori del mondo) costituiscono un intreccio narrativo con la serie animata Batman - Cavaliere della notte, di cui all'epoca erano stati trasmessi i primi due episodi.
| Nº st. | Nº tot. | Titolo                                 | Titolo originale               | Prima TV Stati Uniti |
| ------ | ------- | -------------------------------------- | ------------------------------ | -------------------- |
| 1      | 14      | Kriptoniani superstiti - Prima parte   | Blasts from the Past - Part I  | 8 settembre 1997     |
| 2      | 15      | Kriptoniani superstiti - Seconda parte | Blasts from the Past - Part II | 9 settembre 1997     |
| 3      | 16      | La creatura venuta dallo spazio        | The Prometheon                 | 12 settembre 1997    |
| 4      | 17      | L'uomo più veloce del mondo            | Speed Demons                   | 13 settembre 1997    |
| 5      | 18      | Una DJ pericolosa                      | Livewire                       | 13 settembre 1997    |
| 6      | 19      | Crisi d'identità                       | Identity Crisis                | 15 settembre 1997    |
| 7      | 20      | Il premio Excalibur                    | Target                         | 19 settembre 1997    |
| 8      | 21      | Mxyzpixilated                          | Mxyzpixilated                  | 20 settembre 1997    |
| 9      | 22      | Supereroi a confronto                  | Action Figures                 | 20 settembre 1997    |
| 10     | 23      | Cortocircuito                          | Double Dose                    | 22 settembre 1997    |
| 11     | 24      | Il cielo rosso                         | Solar Power                    | 26 settembre 1997    |
| 12     | 25      | L'altra dimensione                     | Brave New Metropolis           | 27 settembre 1997    |
| 13     | 26      | Lo scimmiotto nello spazio             | Monkey Fun                     | 27 settembre 1997    |
| 14     | 27      | La ribellione di Braniac Ribel         | Ghost in the Machine           | 29 settembre 1997    |
| 15     | 28      | Kalikab non è mio figlio               | Father's Day                   | 3 ottobre 1997       |
| 16     | 29      | I migliori del mondo - Prima parte     | Worlds's Finest                | 4 ottobre 1997       |
| 17     | 30      | I migliori del mondo - Seconda parte   | World's Finest - Part II       | 4 ottobre 1997       |
| 18     | 31      | I migliori del mondo - Terza parte     | World's Finest - Part III      | 4 ottobre 1997       |
| 19     | 32      | Un replicante dal cuore d'oro          | Bizarro's World                | 10 ottobre 1997      |
| 20     | 33      | Professor Destino                      | The Hand of Fate               | 11 ottobre 1997      |
| 21     | 34      | La divisa è mia!                       | Prototype                      | 11 ottobre 1997      |
| 22     | 35      | Il defunto signor Kent                 | The Late Mr. Kent              | 1º novembre 1997     |
| 23     | 36      | Metallo pesante                        | Heavy Metal                    | 8 novembre 1997      |
| 24     | 37      | Regina guerriera                       | Warrior Queen                  | 22 novembre 1997     |
| 25     | 38      | Apokolips... Now - Prima parte         | Apokolips... Now!              | 7 febbraio 1998      |
| 26     | 39      | Apokolips... Now - Seconda parte       | Apokolips... Now! - Part II    | 14 febbraio 1998     |
| 27     | 40      | Supergirl - Prima parte                | Little Girl Lost               | 2 maggio 1998        |
| 28     | 41      | Supergirl - Seconda parte              | Little Girl Lost - Part II     | 2 maggio 1998        |

## Kriptoniani superstiti - Prima parte
- Titolo originale: Blasts from the Past - Part I
- Prima TV Stati Uniti: 8 settembre 1997

Lo scienziato Emil Hamilton scopre, all'interno della navicella che ha condotto Kal-El sulla Terra, un proiettore che si collega direttamente alla Zona Fantasma, dove sono stati relegati alcuni kryptoniani che hanno commesso crimini nella loro vita, e che perciò risultano essere ancora vivi. Superman decide perciò di liberare Mala, una kryptoniana che aveva ormai scontato la sua pena, e i due cominciano così a collaborare. Ben presto tuttavia la voglia di potere di Mala ha il sopravvento, e la suddetta diventa nemica di Superman e decide di liberare Jax-Ur, un potente criminale col quale aveva collaborato in passato.

## Kriptoniani superstiti - Seconda parte
- Titolo originale: Blasts from the Past - Part II
- Prima TV Stati Uniti: 9 settembre 1997

Jax-Ur e Mala pianificano di conquistare la Terra e distruggono il proiettore della Zona Fantasma, così che non vi possano più entrare. Tuttavia, grazie alla sfera della conoscenza che era riuscito a salvare, che era proprio quella di Krypton, Superman è in grado di utilizzare la tecnologia di Brainiac per poter così scoprire come costruire un nuovo proiettore, grazie al quale riesce a rispedire i due indietro. Successivamente Superman porta il proiettore nel suo rifugio tra i ghiacci.

## La creatura venuta dallo spazio
- Titolo originale: The Prometheon
- Prima TV Stati Uniti: 12 settembre 1997

Un grosso asteroide sta per entrare nell'atmosfera terrestre. Per evitare che provochi danni, Superman viene mandato a inserire al suo interno delle bombe, così da farlo esplodere. Il supereroe si rende tuttavia conto che sull'asteroide è presente un enorme mostro, che finisce sulla Terra. Il mostro è stato in realtà creato artificialmente da alcuni alieni che l'hanno mandato via dal loro pianeta poiché stava diventando pericoloso. Per poterlo fermare viene fatto entrare in un lago, che successivamente viene interamente congelato.

## L'uomo più veloce del mondo
- Titolo originale: Speed Demons
- Prima TV Stati Uniti: 13 settembre 1997

Superman partecipa a una gara di velocità con Flash che ritiene di essere l'uomo più veloce del mondo, ma che Superman considera essere alquanto sbruffone. Mentre stanno correndo, i due si ritrovano a dover affrontare il Mago del Tempo, un uomo in grado di modificare il tempo atmosferico, e che pretende che gli venga consegnato un miliardo di dollari, minacciando di causare disastri climatici. I due supereroi, unendo le forze, riescono però a trovarlo e a catturarlo. Dopo l'accaduto, Superman si rende conto che in fondo Flash è una persona in gamba.

## Una DJ pericolosa
- Titolo originale: Livewire
- Prima TV Stati Uniti: 13 settembre 1997

La disc jockey Leslie Willis, che odia apertamente Superman, viene colpita da un fulmine ma, per motivi che i medici non si spiegano, non subisce danni ingenti, trasformandosi invece in una donna-elettricità di nome Livewire. La suddetta finisce per causare danni in città, prosciugandola di tutta l'energia elettrica, ma viene fermata dopo che Superman fa sì che entri in contatto con una grossa quantità d'acqua.

## Crisi d'identità
- Titolo originale: Identity Crisis
- Prima TV Stati Uniti: 15 settembre 1997

Lex Luthor crea dei potenziali cloni di Superman, tuttavia il primo che viene mandato in azione finisce presto per trasformarsi in una creatura mostruosa. Il suddetto è tuttavia convinto di essere il vero Superman, e tenta così di salvare la città da quelle che ritiene essere minacce, finendo solo col causare danni. Lois Lane scopre la verità e raggiunge il laboratorio dove è stato creato il clone insieme al suddetto, venendo poi raggiunta dal vero Superman, e lì Luthor, visto il fallimento, decide di far esplodere il laboratorio attivandone l'autodistruzione. Il luogo comincia così a distruggersi, ma il clone riesce ad aiutare Superman e Lois a fuggire, rimanendo però all'interno del laboratorio. I due non sanno se sia sopravvissuto o meno, ma hanno capito che in fondo anche lui è un eroe.

## Il premio Excalibur
- Titolo originale: Target
- Prima TV Stati Uniti: 19 settembre 1997

Lois vince il prestigioso premio Excalibur, ma dal giorno in cui le viene assegnato, continua a venire attaccata da qualcuno che la vuole morta, venendo sempre salvata prontamente da Superman. Lois si rende conto che il colpevole è Edward Lytener, un uomo che in passato lavorava alla Lexcorp facendole da informatore, finendo col venire licenziato. Superman accorre per salvare Lois nuovamente, riuscendo a sconfiggere Lytener, nonostante il suddetto avesse usato una tuta che lo rende fortissimo.

## Mxyzpixilated
- Titolo originale: Mxyzpixilated
- Prima TV Stati Uniti: 20 settembre 1997

Clark deve confrontarsi con Mxyzptlk, un buffo essere proveniente dalla Quinta Dimensione in grado di fare sostanzialmente ciò che vuole. Dato che Mxyzptlk dà fastidio a Clark importunandolo, gli promette di scomparire per tre mesi (ovvero il periodo in cui le loro dimensioni si avvicineranno nuovamente) nel caso in cui riesca a fargli dire o scrivere il proprio nome al contrario. Clark ci riesce più volte, facendolo così tornare costantemente indietro ogni tre mesi. Stufo, Mxyzptlk decide di cambiare la promessa, dicendogli di scomparire solo dopo aver pronunciato o scritto il proprio nome al contrario per due volte di fila, promettendogli di sparire per sempre nel caso in cui ci riesca. Superman tuttavia riesce nell'intento e Mxyzptlk se ne torna, sconsolato, nella Quinta Dimensione.

## Supereroi a confronto
- Titolo originale: Action Figures
- Prima TV Stati Uniti: 20 settembre 1997

John Corben, noto ora come Metallo, esce dall'oceano, ora con un aspetto del tutto robotico, avendo però perso la memoria. Viene trovato da due fratelli, Bobby e Sarita, che lo trattano come un supereroe. Metallo riesce tuttavia a recuperare la memoria, e a rendersi così conto di essere il cattivo della situazione, ma Superman riesce a fermarlo prima che compia grossi danni, lasciandolo intrappolato nella lava solidificata di un vulcano.

## Cortocircuito
- Titolo originale: Double Dose
- Prima TV Stati Uniti: 22 settembre 1997

Livewire e Rudy Jones, alias il Parassita, evadono di prigione alleandosi, e continuando così a provocare danni in città. Superman, per contrastarli, indossa una tuta che non conduce l'elettricità, ma il Parassita a un certo punto assorbe i poteri di Livewire, che sviene. Rudy Jones ha ora dei poteri elettrici, ma Superman riesce a sconfiggerlo facendolo entrare in contatto con una grossa quantità d'acqua. I due criminali vengono poi fatti tornare in prigione.

## Il cielo rosso
- Titolo originale: Solar Power
- Prima TV Stati Uniti: 26 settembre 1997

Edward Lytener riesce a evadere di prigione, e fa in modo che il cielo diventi apparentemente rosso, così da indebolire Superman, i cui poteri si manifestano solo in presenza di una stella gialla. Lytener, che ora si fa chiamare Luminus, riesce poi a rapire Lois e Jimmy, e Superman corre a salvarli. Il supereroe riesce a distruggere il macchinario che rendeva rosso il cielo, tornando ad avere i poteri di un tempo e riuscendo così a far incarcerare Luminus.

## L'altra dimensione
- Titolo originale: Brave New Metropolis
- Prima TV Stati Uniti: 27 settembre 1997

Per via di un esperimento di Hamilton attuato utilizzando il proiettore della Zona Fantasma, Lois si ritrova in un'altra dimensione, dove i cittadini di Metropolis sembrano odiare Superman. Lois scopre di essere morta in quel mondo, e che, a seguito del suo decesso, il Superman di quella dimensione si rese conto di essere innamorato di lei e, per la disperazione, si è alleato con Luthor, ritenendolo l'unico modo per fermare una guerra che era in corso, rendendo il miliardario un vero e proprio tiranno. Lois riesce tuttavia a far tornare Superman sulla retta via, facendolo rendere conto della situazione in cui si trovano i cittadini. A seguito di ciò Superman decide di ribellarsi a Lex Luthor, che perde così il suo potere. Successivamente Lois viene riportata nella sua dimensione originaria.

## Lo scimmiotto nello spazio
- Titolo originale: Monkey Fun
- Prima TV Stati Uniti: 27 settembre 1997

Da bambina Lois ha avuto per un certo periodo una scimmia di nome Titano che è stata mandata in una missione spaziale, durante la quale è stata perduta. Titano viene ritrovato solo vent'anni dopo da Superman, che lo riporta sulla Terra, constatando che fosse misteriosamente sopravvissuto. Durante la sua permanenza nello spazio tuttavia Titano è entrato in contatto con dei batteri alieni, che hanno fatto sì che continui a crescere a dismisura. Raggiungendo una grandezza enorme, Titano causa parecchi disastri a Metropolis. La scimmia viene calmata da Lois, che le fa ascoltare una musica che sentivano spesso vent'anni prima, e così Titano, dopo che la sua crescita viene bloccata da alcuni scienziati, viene spostato su un'isola dove non potrà causare grossi danni.

## La ribellione di Braniac Ribel
- Titolo originale: Ghost in the Machine
- Prima TV Stati Uniti: 29 settembre 1997

Lex Luthor viene tenuto prigioniero nella sua azienda da Brainiac, che vuole costringerlo a terminare di costruirgli un corpo robotico. Clark si rende conto della situazione e si ritrova così a salvare Luthor, dovendo però anche scontrarsi con Brainiac (che ha trasferito la sua mente nel corpo robotico) riuscendo a sconfiggerlo facendolo implodere.

## Kalikab non è mio figlio
- Titolo originale: Father's Day
- Prima TV Stati Uniti: 3 ottobre 1997

Per festeggiare la festa del papà i genitori adottivi di Clark lo vanno a trovare a Metropolis, ma nel frattempo da Apokolips, Kalibak, il figlio di Darkseid, decide di andare sulla Terra per sconfiggere Superman, così da dimostrare la propria forza al padre. Kalibak tuttavia fallisce, e Darkseid, profondamente deluso da lui, dice di non volerlo più considerare suo figlio.

## I migliori del mondo - Prima parte
- Titolo originale: Worlds's Finest (sic)
- Prima TV Stati Uniti: 4 ottobre 1997

Nella città di Gotham City il noto criminale Joker e la sua assistente Harley Quinn rubano il Drago che Ride, una statuetta fatta di kryptonite. Saputo ciò Batman, eroe mascherato di Gotham, decide di andare a Metropolis nei panni del suo alter ego, il miliardario Bruce Wayne, e lì comincia ad avere una relazione amorosa con Lois, facendo ingelosire Clark. Anche il Joker va in tale città, dove si mette d'accordo con Luthor per eliminare Batman e Superman. Intanto i due supereroi hanno modo di confrontarsi l'uno con l'altro, finendo per scoprire ognuno la vera identità dell'altro.
Note: questo è il primo di tre episodi che fanno da intreccio narrativo con la serie Batman - Cavaliere della notte. Il titolo originale è indicato in sovrimpressione proprio come Worlds's Finest ("I migliori dei mondi") anziché World's Finest ("I migliori del mondo") come nei due episodi successivi. Non è noto se si tratti o meno di un errore.

## I migliori del mondo - Seconda parte
- Titolo originale: World's Finest - Part II
- Prima TV Stati Uniti: 4 ottobre 1997

Il Joker riesce a rapire Lois, attirando a sé Superman, con l'intento di utilizzare su di lui metà del Drago che Ride. Proprio per via della statuetta Superman sembra non avere scampo, ma Batman interviene facendo sciogliere la statuetta e salvando Superman e Lois. Visto l'accaduto Luthor si arrabbia moltissimo col Joker che, successivamente, attira Batman al porto, dove lo attacca.
Nota: questo è il secondo di tre episodi che fanno da intreccio narrativo con la serie Batman - Cavaliere della notte.

## I migliori del mondo - Terza parte
- Titolo originale: World's Finest - Part III
- Prima TV Stati Uniti: 4 ottobre 1997

Batman va al Daily Planet per trovare Clark, incontrando però Lois. Quando un robot di Luthor rubato dal Joker attacca Batman, il suddetto perde la maschera, facendo scoprire a Lois la sua vera identità. Visto l'accaduto Clark e Bruce decidono di mettere da parte la gelosia per Lois e aiutarsi. I due riescono così a fermare il Joker, che nel frattempo aveva rubato il Lexwing, un enorme velivolo della LexCorp, con cui aveva intenzione di distruggere tutto ciò che era stato costruito da Luthor. Successivamente Bruce Wayne torna a Gotham, interrompendo così la sua relazione con Lois.
Nota: questo è il terzo di tre episodi che fanno da intreccio narrativo con la serie Batman - Cavaliere della notte.

## Un replicante dal cuore d'oro
- Titolo originale: Bizarro's World
- Prima TV Stati Uniti: 10 ottobre 1997

Bizzarro, il clone di Superman, è sopravvissuto all'esplosione e, dopo aver trovato il rifugio tra i ghiacci del supereroe e la sua sfera del tempo, scopre la storia di Krypton, compresa la sua distruzione, e decide di simulare l'accaduto sulla Terra, cercando di distruggerla. Alla fine però Superman riesce a fermarlo, portandolo in un luogo deserto assieme a un animale alieno (ribattezzato "Krypto" da Bizzarro), così che abbia qualcuno da proteggere senza nuocere all'umanità.
Nota: nei fumetti Krypto è il nome del cane di Superman, dotato anch'esso di superpoteri.

## Professor Destino
- Titolo originale: The Hand of Fate
- Prima TV Stati Uniti: 11 ottobre 1997

Un ladro ruba una tavoletta dalla quale esce il malvagio spirito magico Karkull, che si impossessa del suo corpo. Superman è intenzionato a fermare Karkull ma, essendo vulnerabile alla sua magia, chiede aiuto a un suo amico, il Dottor Fate, che inizialmente si dimostra riluttante, ma alla fine decide di aiutarlo, riuscendo così a sconfiggere Karkull.

## La divisa è mia!
- Titolo originale: Prototype
- Prima TV Stati Uniti: 11 ottobre 1997

La LexCorp ha prodotto una tuta che conferisce al volontario Corey Mills di ottenere delle abilità simili a quelle di Superman, così che riesca ad aiutarlo quando ci sono guai in città. Ciò inizialmente ha successo, ma ben presto Corey finisce con l'avere una vera e propria ossessione per la tuta, tanto da trascurare sua moglie e volendo indossarla in ogni momento. Questo farà impazzire Corey, tanto da farlo diventare un criminale, venendo però fermato da Superman.

## Il defunto signor Kent
- Titolo originale: The Late Mr. Kent
- Prima TV Stati Uniti: 1º novembre 1997

Il ladro Ernest Walker viene condannato a morte per l'omicidio di una donna, ma Clark si rende conto che non è lui il vero colpevole, e cerca quindi una prova per scagionarlo. Quando la trova, Clark subisce un attentato, finendo in acqua con la sua auto, e venendo così dato per morto. Superman si rende conto che il vero colpevole, sia dell'omicidio che dell'attentato, è l'investigatore di polizia Bowman, e così riesce a incriminarlo, liberando Walker dalle accuse. Successivamente Clark rivela di essere sopravvissuto all'incidente, e Bowman viene condannato a morte al posto di Walker. Pochi istanti prima di morire, Bowman si rende conto che Superman e Clark Kent sono la stessa persona.

## Metallo pesante
- Titolo originale: Heavy Metal
- Prima TV Stati Uniti: 8 novembre 1997

L'ex ingegnere della LexCorp John Irons crea una tuta in grado di conferirgli dei superpoteri simili a Superman, perfezionando il progetto della tuta di Corey Mills. Veste così i panni di Acciaio, e aiuta Superman a salvare Metropolis da un attacco di Metallo.

## Regina guerriera
- Titolo originale: Warrior Queen
- Prima TV Stati Uniti: 22 novembre 1997

Maxima, regina del pianeta Almerac, rapisce Superman dalla Terra per fare di lui il suo marito. Quando i due arrivano su Almerac, Maxima viene tuttavia detronizzata, venendo sostituita dal malvagio De'cine. Tuttavia, grazie all'aiuto di Superman, Maxima riesce a riconquistare il trono, lasciando libero il supereroe.

## Apokolips... Now - Prima parte
- Titolo originale: Apokolips... Now!
- Prima TV Stati Uniti: 7 febbraio 1998

Dal pianeta Nuova Genesi, che si trova vicino ad Apokolips, giunge sulla Terra Orion, che avverte i terrestri dell'imminente attacco di Darkseid. Quest'ultimo in effetti attacca la Terra con le sue armi, arrivando a farsi aiutare da Mannheim per far esplodere una centrale nucleare.

## Apokolips... Now - Seconda parte
- Titolo originale: Apokolips... Now! - Part II
- Prima TV Stati Uniti: 14 febbraio 1998

Darkseid continua il suo attacco alla Terra, mandando anche il guerriero Steppenwolf. La guerra termina quando il sovrano di Nuova Genesi dichiara che la Terra sia sotto la sua protezione, sostenendo che qualsiasi attacco contro di essa verrà visto come una dichiarazione di guerro verso il suo pianeta. Darkseid termina il suo attacco, ma prima di andarsene uccide l'ispettore di polizia Dan Turpin, che l'aveva precedentemente attaccato in un coraggioso atto di protesta. La Terra è salva, ma la morte di Turpin viene pianta da molti, che cominciano a considerarlo un eroe.
Nota: questo episodio è dedicato alla memoria di Jack Kirby, deceduto quattro anni prima della sua trasmissione. L'episodio, così come il precedente, presenta infatti numerosi personaggi da lui creati.

## Supergirl - Prima parte
- Titolo originale: Little Girl Lost
- Prima TV Stati Uniti: 2 maggio 1998

Superman va in viaggio su Argo, pianeta gemello di Krypton che, a seguito della distruzione di quest'ultimo, è uscito dalla sua orbita, entrando così in una glaciazione che ha provocato la morte di quasi tutti i suoi abitanti. Un'unica famiglia ha tentato di salvarsi chiudendosi in alcune celle che li ha ibernati. Nonostante siano in realtà quasi tutti morti, Superman scopre che una ragazza è invece sopravvissuta. La suddetta, che si chiama Karen, viene così portata sulla Terra, dove dimostra di avere anche lei dei superpoteri come quelli di Superman, e per un po' di tempo vive a Smallville con i Kent. Quando Clark torna a Metropolis, lei decide di seguirlo, e lì comincia a indagare, insieme a Jimmy, sui crimini di una misteriosa banda che usa armi incredibilmente potenti. I due scoprono che la comandante del gruppo è la Cara Nonnina, che proviene da Apokolips. I due ragazzi riescono a entrare nel suo covo, ma vengono scoperti, e così Karen rivela di avere dei superpoteri, vestendo i panni della supereroina Supergirl.

## Supergirl - Seconda parte
- Titolo originale: Little Girl Lost - Part II
- Prima TV Stati Uniti: 2 maggio 1998

La Cara Nonnina riesce a rapire Superman e a portarlo su Apokolips, dove il supereroe scopre che la suddetta ha creato una calamita che può cambiare la traiettoria di una cometa, così da spedirla sulla Terra per distruggerla, sotto volere di Darkseid. Supergirl però riesce a raggiungere Apokolips tramite un portale e a liberare Superman. I due supereroi tornano quindi sulla Terra e fermano la cometa, salvando il pianeta.